# Notre-Dame-du-Parc
Pour les articles homonymes, voir Notre-Dame.
Notre-Dame-du-Parc est une commune française située dans le département de la Seine-Maritime en région Normandie.

## Géographie

### Localisation
| Saint-Crespin        |                    | Les Cent-Acres |
| Gonneville-sur-Scie  | Notre-Dame-du-Parc | Le Catelier    |
| Heugleville-sur-Scie |                    | Cropus         |

### Hydrographie
La commune est située dans le bassin Seine-Normandie. Elle est drainée par la Scie,.
La Scie s'écoule du sud vers le nord, sur le flanc ouest du territoire communal, dont elle constitue une limite. D'une longueur de 38 km, elle prend sa source dans la commune d'Étaimpuis et se jette  dans la Manche à Hautot-sur-Mer, après avoir traversé 20 communes. Les caractéristiques hydrologiques de la Scie sont données par la station hydrologique située sur la commune. Le débit moyen mensuel est de 1,09 m3/s. Le débit moyen journalier maximum est de 5,33 m3/s, atteint lors de la crue du 22 janvier 2018. Le débit instantané maximal est quant à lui de 11,9 m3/s, atteint le même jour.

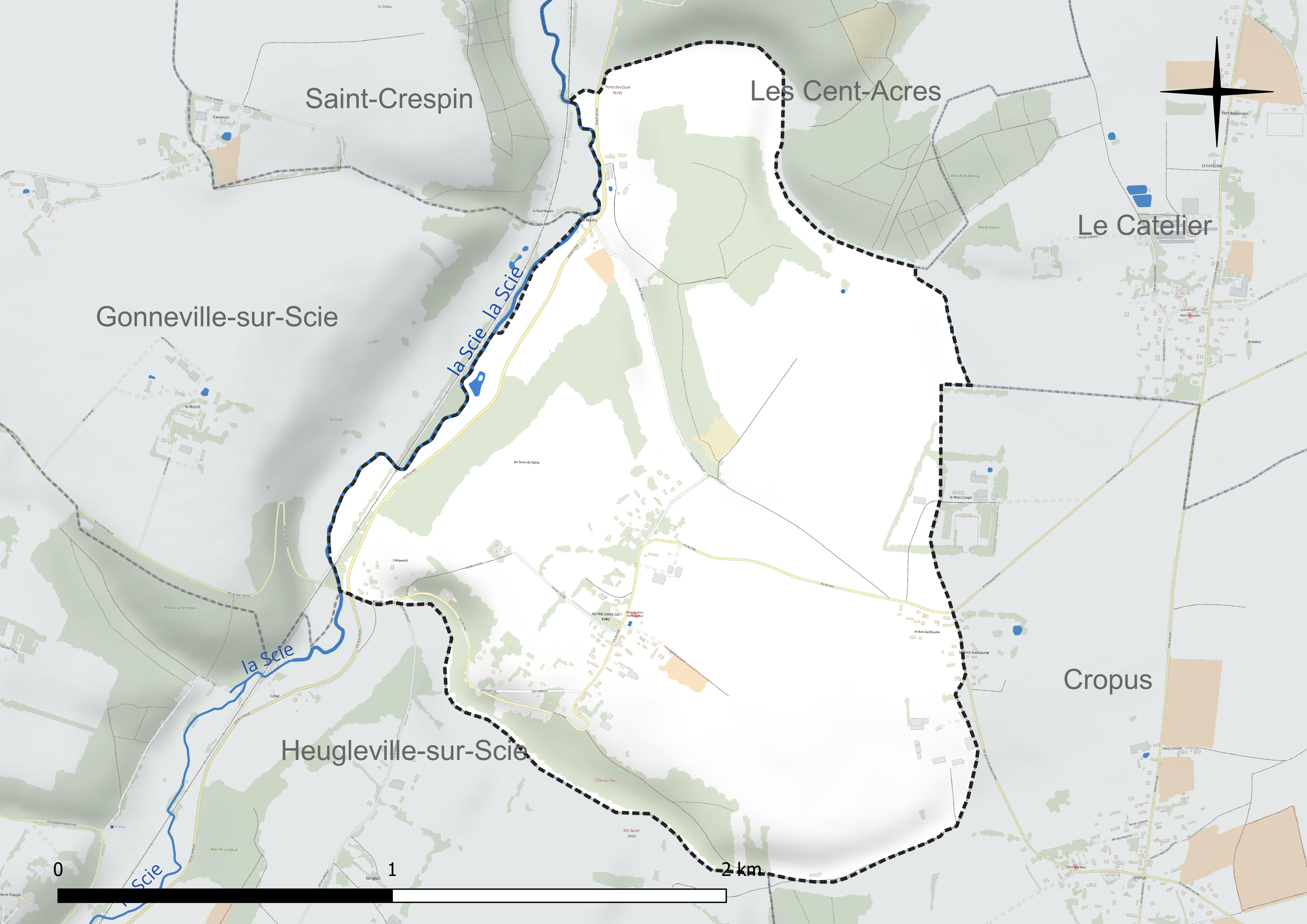
Réseau hydrographique de Notre-Dame-du-Parc.

### Climat
Pour des articles plus généraux, voir Climat de la Normandie et Climat de la Seine-Maritime.
En 2010, le climat de la commune est de type climat océanique franc, selon une étude du CNRS s'appuyant sur une série de données couvrant la période 1971-2000. En 2020, Météo-France publie une typologie des climats de la France métropolitaine dans laquelle la commune est exposée à un climat océanique et est dans la région climatique Côtes de la Manche orientale, caractérisée par un faible ensoleillement (1 550 h/an) ; forte humidité de l’air (plus de 20 h/jour avec humidité relative > 80 % en hiver), vents forts fréquents. Parallèlement le GIEC normand, un groupe régional d’experts sur le climat, différencie quant à lui, dans une étude de 2020, trois grands types de climats pour la région Normandie, nuancés à une échelle plus fine par les facteurs géographiques locaux. La commune est, selon ce zonage, exposée à un « climat maritime », correspondant au Pays de Caux, frais, humide et pluvieux, légèrement plus frais que dans le Cotentin.
Pour la période 1971-2000, la température annuelle moyenne est de 10,2 °C, avec une amplitude thermique annuelle de 13 °C. Le cumul annuel moyen de précipitations est de 934 mm, avec 13,9 jours de précipitations en janvier et 8,8 jours en juillet. Pour la période 1991-2020, la température moyenne annuelle observée sur la station météorologique la plus proche, située sur la commune de Dieppe à 20 km à vol d'oiseau, est de 11,3 °C et le cumul annuel moyen de précipitations est de 805,2 mm,. Pour l'avenir, les paramètres climatiques de la commune estimés pour 2050 selon différents scénarios d'émission de gaz à effet de serre sont consultables sur un site dédié publié par Météo-France en novembre 2022.

## Urbanisme

### Typologie
Au 1er janvier 2024, Notre-Dame-du-Parc est catégorisée commune rurale à habitat très dispersé, selon la nouvelle grille communale de densité à sept niveaux définie par l'Insee en 2022.
Elle est située hors unité urbaine. Par ailleurs la commune fait partie de l'aire d'attraction de Rouen, dont elle est une commune de la couronne,. Cette aire, qui regroupe 317 communes, est catégorisée dans les aires de 200 000 à moins de 700 000 habitants,.

### Occupation des sols
L'occupation des sols de la commune, telle qu'elle ressort de la base de données européenne d’occupation biophysique des sols Corine Land Cover (CLC), est marquée par l'importance des territoires agricoles (82,5 % en 2018), une proportion identique à celle de 1990 (82,5 %). La répartition détaillée en 2018 est la suivante : 
terres arables (52,5 %), prairies (25,7 %), forêts (17,5 %), zones agricoles hétérogènes (4,3 %). L'évolution de l’occupation des sols de la commune et de ses infrastructures peut être observée sur les différentes représentations cartographiques du territoire : la carte de Cassini (XVIIIe siècle), la carte d'état-major (1820-1866) et les cartes ou photos aériennes de l'IGN pour la période actuelle (1950 à aujourd'hui).

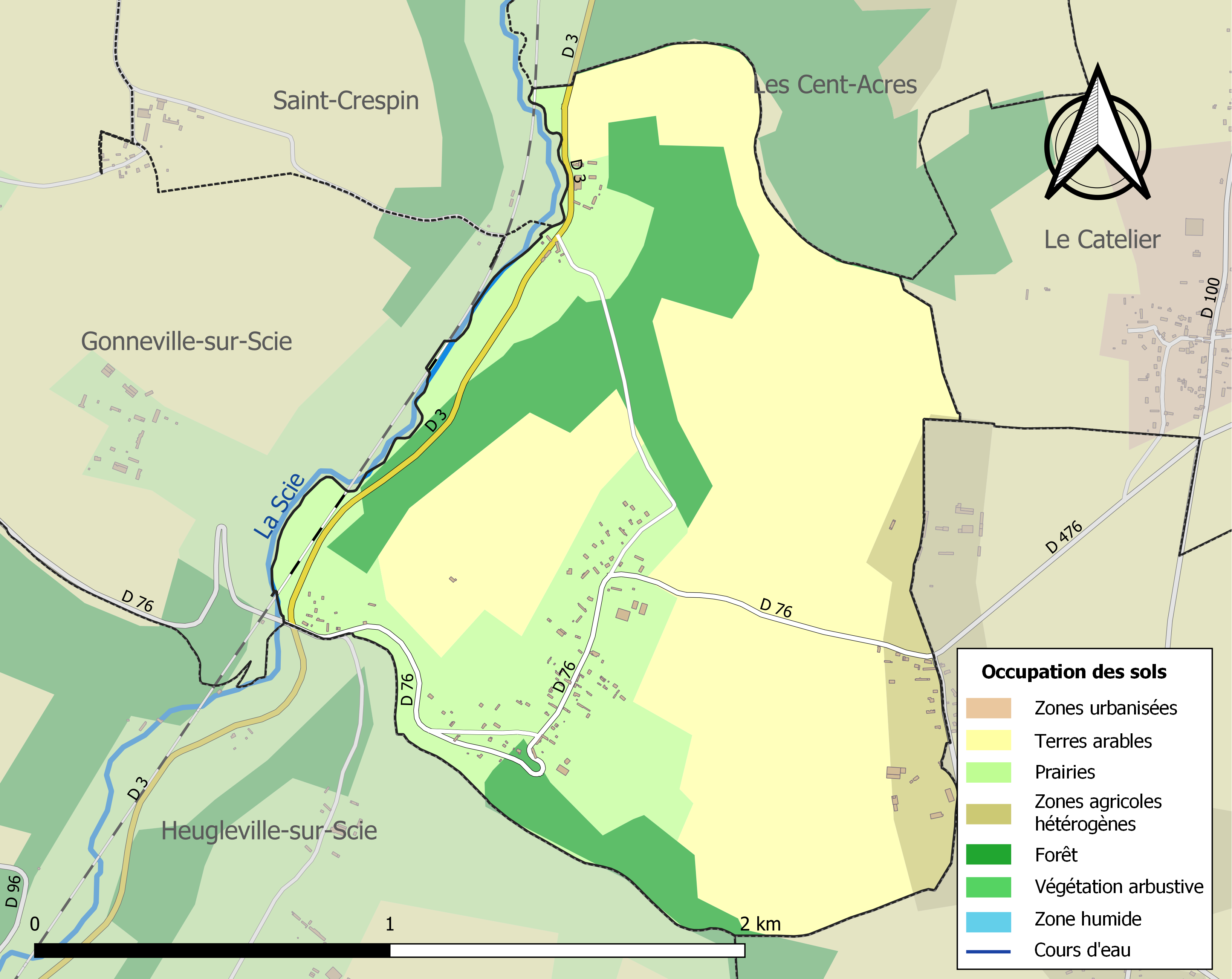
Carte des infrastructures et de l'occupation des sols de la commune en 2018 (CLC).

## Toponymie
Le nom de la localité est attesté sous les formes de Parco avant 1189 ; Ecclesia de Parco vers 1240 ; Le Parc entre 1337 et 1431 (Longnon) ; Notre Dame du Parc en 1715 et en 1757 (carte de Cassini) ; Notre Dame du Parc en 1732 et en 1786,.
Notre-Dame (le vocable désigne la Vierge Marie) apparaît dans une toponymie importante.
Le nom parc est attestée sous la forme Parcus au Moyen Âge. Les parcs des châteaux nourrissaient des bêtes sauvages destinées à être chassées. Au parc s'opposait la forêt, que son nom, dérivé du mot foris (« en dehors »), désignait comme extérieure au parc.

## Politique et administration
| Période                                  | Période                    | Identité          | Étiquette | Qualité                                   |
| ---------------------------------------- | -------------------------- | ----------------- | --------- | ----------------------------------------- |
| Les données manquantes sont à compléter. |                            |                   |           |                                           |
| mars 2001                                | mars 2008                  | Brigitte Barral   |           |                                           |
| mars 2008                                | mars 2009                  | Bernard Loquet    |           |                                           |
| mars 2009                                | juillet 2017               | Bastien Vidal     |           | Professeur de musique Démissionnaire      |
| juillet 2017,                            | En cours (au 10 août 2020) | Claudine Malvault |           | Retraitée Réélue pour le mandat 2020-2026 |

## Démographie
L'évolution du nombre d'habitants est connue à travers les recensements de la population effectués dans la commune depuis 1793. Pour les communes de moins de 10 000 habitants, une enquête de recensement portant sur toute la population est réalisée tous les cinq ans, les populations de référence des années intermédiaires étant quant à elles estimées par interpolation ou extrapolation. Pour la commune, le premier recensement exhaustif entrant dans le cadre du nouveau dispositif a été réalisé en 2008.

En 2022, la commune comptait 185 habitants, en évolution de +14,2 % par rapport à 2016 (Seine-Maritime : +0,35 %, France hors Mayotte : +2,11 %).
| 1793 | 1800 | 1806 | 1821 | 1831 | 1836 | 1841 | 1846 | 1851 |
| ---- | ---- | ---- | ---- | ---- | ---- | ---- | ---- | ---- |
| 174  | 155  | 152  | 186  | 175  | 200  | 209  | 190  | 187  |

| 1856 | 1861 | 1866 | 1872 | 1876 | 1881 | 1886 | 1891 | 1896 |
| ---- | ---- | ---- | ---- | ---- | ---- | ---- | ---- | ---- |
| 161  | 168  | 165  | 165  | 159  | 166  | 147  | 157  | 164  |

| 1901 | 1906 | 1911 | 1921 | 1926 | 1931 | 1936 | 1946 | 1954 |
| ---- | ---- | ---- | ---- | ---- | ---- | ---- | ---- | ---- |
| 161  | 145  | 123  | 119  | 116  | 95   | 131  | 124  | 145  |

| 1962 | 1968 | 1975 | 1982 | 1990 | 1999 | 2006 | 2008 | 2013 |
| ---- | ---- | ---- | ---- | ---- | ---- | ---- | ---- | ---- |
| 139  | 123  | 115  | 132  | 130  | 128  | 153  | 160  | 153  |

| 2018 | 2022 | - | - | - | - | - | - | - |
| ---- | ---- | - | - | - | - | - | - | - |
| 182  | 185  | - | - | - | - | - | - | - |

## Culture locale et patrimoine

### Lieux et monuments
- Église Notre-Dame

### Héraldique
| Blason de Notre-Dame-du-Parc | Blason  | Parti : au 1er de sinople à Notre-Dame d'argent, au 2d d'argent à deux fasces ondées d'azur ; au chef de gueules chargé de deux léopards affrontés d'or, armés et lampassés d'azur.                                                                    |
| Blason de Notre-Dame-du-Parc | Détails | Les deux léopards d'or sur champ de gueules rappellent les armes de la Normandie. La Vierge est la sainte éponyme de la commune. La couleur verte évoque l'agriculture. Les ondes représentent la Scie qui arrose la commune. Adopté en décembre 2021. |